# Fundación Navarra Baloncesto Ardoi
La Fundación Navarra Baloncesto Ardoi, también conocida como FNB Ardoi o Osés Construcción Ardoi (por motivos de patrocinio) es un club de baloncesto de Zizur Mayor, Navarra. Actualmente, milita en Liga Femenina, la máxima categoría del baloncesto español, tras lograr el ascenso al término de la temporada 2023-24. También dispone de un equipo de baloncesto masculino, que juega en la Primera División Nacional de Baloncesto, la quinta categoría del baloncesto.

## Historia
Inicialmente, el club se fundó bajo la cobertura del Patronato Municipal de Deportes, remontándose sus inicios al año 1988. No sería hasta el año 2007 que se dota al club de unos estatutos propios, pasando a ser así independiente de los servicios municipales y estableciéndose como la Fundación Navarra de Baloncesto Ardoi. El patronato de esta fundación se renueva cada tres años, y su presidente desde 2022 es José Luis Oreja. 
El equipo femenino empezó asentándose en Primera Nacional, llegando a jugar dos fases de ascenso a Liga Femenina 2, lo que por aquel entonces era la segunda categoría del baloncesto femenino, de forma consecutiva, en 2008/09 y 2009/10.
En la temporada 2016/17 volverían a jugar de nuevo una fase de ascenso a Liga Femenina 2, y sería en la temporada siguiente, la 2017/18, cuando por fin conseguirían el ascenso a Liga Femenina 2. En esta temporada sería cuando se incorpora como patrocinador Osés Construcción.
En la temporada 2021/22, el club jugaría en Liga Femenina Challenge, creada ese mismo año para sustituir a la Liga Femenina 2 como segunda categoría del baloncesto español. Esta temporada jugarían por primera vez los playoffs de ascenso a primera división, los cuales volverían a jugar en la temporada 2022/23, siendo eliminadas en ambos casos en octavos de final. 
Sería en la temporada 2023/24 cuando lograrían el histórico ascenso a Liga Femenina, además de forma directa, al terminar dicha liga como campeonas de la temporada regular.

## Trayectoria
| Temporada | Nivel | División        | Pos. | G–P   | Postemporada                        |
| --------- | ----- | --------------- | ---- | ----- | ----------------------------------- |
| 2007–08   | 3     | 1ª Nacional     | 7º   | 13–15 |                                     |
| 2008–09   | 3     | 1ª Nacional     | 2º   | 24–6  |                                     |
| 2009–10   | 3     | 1ª Nacional     | 2º   | 25–5  |                                     |
| 2010–11   | 3     | 1ª Nacional     | 8º   | 15–15 |                                     |
| 2011–12   | 3     | 1ª Nacional     | 7º   | 16–10 |                                     |
| 2012–13   | 3     | 1ª Nacional     | 4º   | 15–11 |                                     |
| 2013–14   | 3     | 1ª Nacional     | 6º   | 16–10 |                                     |
| 2014–15   | 3     | 1ª Nacional     | 3º   | 19–7  | Fase de ascenso                     |
| 2015–16   | 3     | 1ª Nacional     | 6º   | 15–9  |                                     |
| 2016–17   | 3     | 1ª Nacional     | 3º   | 17–5  | Fase de grupos (fase de ascenso)    |
| 2017–18   | 3     | 1ª Nacional     | 1º   | 12–2  | Ascenso                             |
| 2018–19   | 2     | Liga Femenina 2 | 5º   | 17–9  |                                     |
| 2019–20   | 2     | Liga Femenina 2 | 2º   | 17–4  |                                     |
| 2020–21   | 2     | Liga Femenina 2 | 2º   | 21–5  | Playoffs ascenso                    |
| 2021–22   | 2     | LF Challenge    | 7º   | 17–13 | Cuartos de final (Playoffs ascenso) |
| 2022–23   | 2     | LF Challenge    | 9º   | 14–16 | Cuartos de final (Playoffs ascenso) |
| 2023–24   | 2     | LF Challenge    | 1º   | 24–6  | Ascenso directo                     |
| 2024–25   | 1     | Liga Femenina   | 16º  | 4–26  | Descenso                            |